# 奥田潔
奥田 潔（おくだ きよし、1952年3月31日 - ）は、日本の獣医学者、獣医師。岡山大学名誉教授、帯広畜産大学名誉教授。Ph.D.（獣医学博士・ミュンヘン大学）、農学博士（京都大学）。

## 経歴
＜主な出典：＞
1977年3月、帯広畜産大学畜産学部獣医学科卒業。1980年3月、帯広畜産大学大学院畜産学研究科獣医学専攻修士課程修了。1982年2月、ミュンヘン大学獣医学部大学院博士課程修了。1982年4月、ミュンヘン大学獣医学部（臨床繁殖学）助手。1984年6月、北海道広尾町農業共済組合獣医師。1984年12月、帯広畜産大学獣医学科（臨床繁殖学）助手。1986年7月、京都大学農学博士学位取得。1988年6月、岡山大学農学部（家畜繁殖学）助教授。1989年9月、ミュンヘン工科大学生理学研究所客員教授（1990年8月まで）。1998年7月、岡山大学大学院自然科学研究科教授。2007年9月、ミュンヘン大学獣医学部客員教授（60日間）。2011年4月、岡山大学農学部長（2015年3月まで）。2012年4月、岡山大学大学院環境生命科学研究科教授。2013年4月、岡山大学生殖補助医療技術教育研究センター長。2015年12月、岡山大学退官。2016年1月、岡山大学名誉教授。同月、帯広畜産大学学長（2022年3月31日まで）。2022年5月、帯広畜産大学名誉教授。帯広畜産大学特別顧問。

## 受賞歴
- 日本繁殖生物学会佐藤賞（1997年9月）
- 森永奉仕会賞（2001年6月）